# Električni orgazam
Električni orgazam (serb. Електрични oргазам) – jugosłowiański zespół punkrockowy założony w 1980 roku.

## Historia
Pierwsze nagrania grupa opublikowała w 1981 roku na płycie Paket aranžman, będącej wspólnym przedsięwzięciem kilku zespołów grających muzykę alternatywną. Na płycie znalazły się utwory kultowych zespołów jugosłowiańskiego rocka: Električni orgazam, Idoli i Šarlo akrobata.
Pod koniec 1981 grupa odwiedziła Polskę grając łącznie 6 koncertów (4 w warszawskim klubie studenckim Riviera-Remont, jeden w Krakowie i jeden w Kaliszu). Jeden z koncertów w Remoncie został nagrany na zwykłym magnetofonie, co zaowocowało mini-albumem Warszawa 81 na którym znalazło się 6 piosenek. Podczas wykonywania jednej z piosenek miał miejsce incydent, w którym nagłośnienie całkowicie „rozjechało się”. Ktoś z publiczności rozpylił gaz łzawiący. Po kilku minutach wszystko wróciło do normy. Całe zdarzenie zostało utrwalone na płycie.
Wyjątkowym albumem jest Les Chansones Populaires, który w całości składał się z coverów piosenek takich wykonawców jak: David Bowie, The Doors, T. Rex, The Rolling Stones i Velvet Underground.
Pierwsze albumy zespołu były punkrockowe. W późniejszych latach jego brzmienie ewoluowało w kierunku rocka i rocka psychodelicznego.

## Dyskografia

### Albumy studyjne
- Paket aranžman (Jugoton 1981) – wspólnie z Idoli i Šarlo akrobata
- Električni orgazam (Jugoton, 1981)
- Warszawa '81 (Jugoton, 1982)
- Lišće prekriva Lisabon (Jugoton, 1982)
- Les Chansones Populaires (Jugoton, 1983)
- Kako bubanj kaže (Jugoton, 1984)
- Distorzija (Jugoton, 1986)
- Braćo i sestre (Jugoton, 1987)
- Letim, sanjam, dišem (PGP RTB, 1988)
- Seks, droga, nasilje i strah / Balkan Horror Rock (PGP RTB, 1992)
- Balkan Horror Rock II / Live (Master Music, 1993)
- Zašto da ne ! (PGP RTS, 1994)
- Warszawa '81 (Yellow Dog Records, 1996) – ponowne wydanie
- Živo i akustično (B 92, 1996)
- A um bum (City Records, 1999)
- Harmonajzer (PGP RTS, 2002)
- To što vidiš to i jeste (MT:S, 2010)

### Kompilacje
- Najbolje pesme 1980-1988 (Jugoton, 1988)
- Najbolje pesme Vol. 2 1992-1999 (PGP RTS, 2002)

### Single
- Konobar/I've Got a Feeling (Jugoton, 1981)
- Dokolica (Jugoton, 1982)
- Odelo / Afrika (Jugoton, 1982)
- Locomotion / Metal Guru (Jugoton, 1983)
- Kako bubanj kaže / Tetovirana devojka (Jugoton, 1984)
- Igra rok'en'rol cela Jugoslavija (PGP RTB, 1988)